# San Valentino Torio
San Valentino Torio község (comune) Olaszország Campania régiójában, Salerno megyében.

## Fekvése
A megye északnyugati részén fekszik. Határai: Nocera Inferiore, Pagani, Poggiomarino, San Marzano sul Sarno, Sarno, Scafati és Striano.

## Története
Első említése 862-ből származik. A következő századokban nemesi birtok volt. A 19. században nyerte el önállóságát, amikor a Nápolyi Királyságban felszámolták a feudalizmust.

## Népessége
A népesség számának alakulása:

## Főbb látnivalói
- San Giacomo-templom
- Santa Maria delle Grazie-templom
- Santa Maria della Consolazione-templom
- Santissima Annunziata-templom